# Diego María Crehuet del Amo
Diego María Crehuet del Amo (Cáceres, 1873-Madrid, 1956) fue un jurista y escritor español.

## Biografía
Nació en Cáceres en 1873. Hijo de Diego Crehuet y Guillén, fue secretario de sala del Tribunal Supremo. Orador y literato, participó en Juegos Florales y colaboró en la prensa periódica. Durante la dictadura de Primo de Rivera, fue nombrado fiscal general del Tribunal Supremo en 1925 y miembro de la Asamblea Nacional Consultiva en 1927. Falleció en febrero de 1956 en Madrid, en su domicilio de la calle de Ayala. Fue enterrado en el cementerio de Nuestra Señora de la Montaña.